# Edward Atkinson Hornel
Edward Atkinson Hornel (Bacchus Marsh, Victoria, Australia, 11 de julio de 1864-Kirkcudbright, Escocia, 30 de junio de 1933), fue un pintor escocés de la Escuela de Glasgow, reconocido por sus cuadros de niños y figuras femeninas ubicados en coloridos paisajes.

## Vida
Edward Atkinson Hornel nació en Australia, cuando formaba parte del imperio británico, de padres escoceses. En 1866, cuando tenía dos años, su familia se radicó en Kirkcudbright, Escocia, donde se crio y vivió la mayor parte de su vida. Nacida su vocación por la pintura, estudió durante tres años en la escuela de arte de Edimburgo y, durante dos años, en Amberes. En 1885 regresó a Escocia relacionándose con George Henry y asociándose, a través de él,  a los Glasgow boys. Expuso por primera vez en Glasgow, en 1890, cuando ya se le consideraba un miembro destacado de la Escuela de Glasgow. En 1893, viajó a Japón en compañía de Henry. El viaje fue financiado por el filántropo William Burrel y por el marchand Alexander Reid. Durante un año y medio, aprendió nuevas técnicas y se interesó en el arte decorativo. Más adelante, en 1907, viajó a Ceilán y Australia; y a Birmania, en 1918. Perteneció al Glasgow Art Club y fue un pintor exitoso que ganó mucho dinero. A su muerte, en 1933, legó su casa en Kirkcudbright para ser empleada como galería de arte y biblioteca.

## Obra
En sus comienzos, mientras estudia en Amberes, sus pinturas tienen un estilo naturalista y de plenairismo. Las influencias de los Glasgow boys y de James Guthrie, que experimentan con el modernismo, se evidencian en sus pinturas hechas en los inicios de 1890. Muy pronto, desarrolla un estilo decorativo en el que la riqueza del color se vuelve más refinado y sus obras se ven envueltas en un hálito poético. Hacia el final de su carrera, realiza una cantidad de pinturas en las que toda realidad parece ausente y en las que los niños y las figuras femeninas impresionan como incrustadas en las hojas y el follaje. Estos cuadros fueron muy populares en su tiempo, posiblemente, por su grado de sentimentalismo.